# NGC 4637
NGC 4637 est une petite galaxie lenticulaire située dans la constellation de la Vierge. Sa vitesse par rapport au fond diffus cosmologique est de 1 848 ± 23 km/s, ce qui correspond à une distance de Hubble de 27,3 ± 1,9 Mpc (∼89 millions d'al). NGC 4637 a été découverte par l'astronome irlandais R. J. Mitchell en 1854.
Bien que NGC 4637 ne figure dans aucun groupe des sources consultées, sa désignation VCC 1945 (Virgo Cluster Catalogue) indique qu'elle fait partie de l'amas de la Vierge.

## Une paire de galaxie?

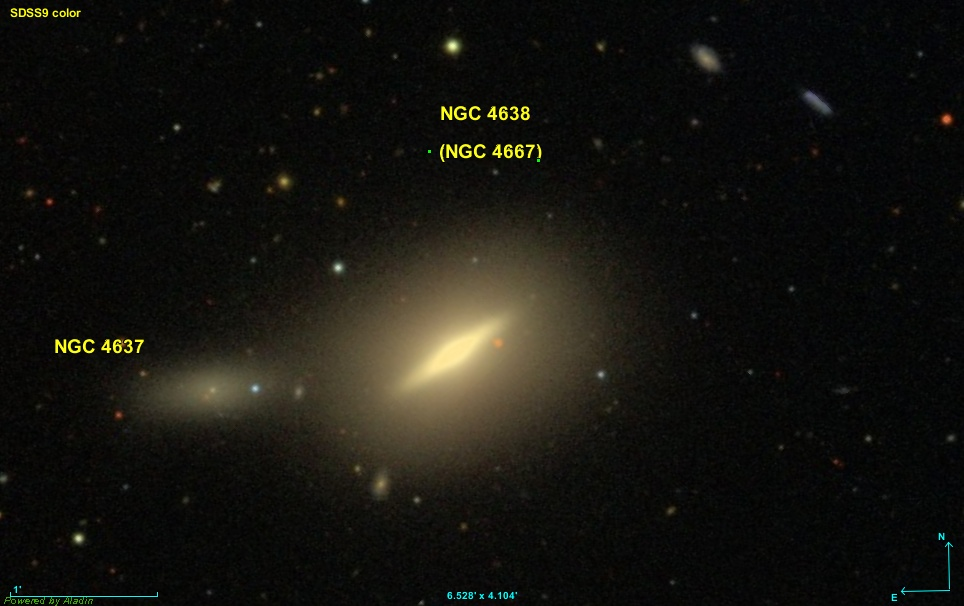
NGC 4638

Selon Vaucouleur et Harold Corwin, NGC 4637 et NGC 4638 forment une paire de galaxies. La distance de Hubble de NGC 4637 est égale à 27.3 Mpc et 16 mesures non basée sur le décalage donnent une distance de 15,194 ± 3,589 Mpc (∼49,6 millions d'al) ce qui place NGC 4638 à environ 38 millions d'années-lumière plus en avant. Il est probable que ces deux galaxies forment une paire optique plutôt qu'une réelle paire physique d'autant qu'on ne voit aucun signe de déformation de l'une ou l'autre sur l'image du relevé SDSS. Soulignons cependant que NGC 4638 apparait dans la liste d'A. M. Garcia du groupe de M49 ainsi que dans la liste du groupe de M60 d'Abraham Mahtessian, alors que NGC 4637 ne figure dans aucune de ces deux listes.